# 48774 Anngower
48774 Anngower è un asteroide della fascia principale. Scoperto nel 1997, presenta un'orbita caratterizzata da un semiasse maggiore pari a 2,5688615 UA e da un'eccentricità di 0,0656646, inclinata di 6,48452° rispetto all'eclittica.